# Dirtbag
Dirtbag est le premier album studio du groupe de hard rock Stillwell sorti le 10 mai 2011.

## Style
Si le groupe revendique avoir créé un album de « street metal » regroupant rap et heavy metal, la critique le classera plutôt dans la catégorie du hard rock, auquel est ajouté des éléments de funk faisant penser au Red Hot Chili Peppers.

## Interprètes
- Anthony « Q-Unique » Quiles - chant
- Reginald « Fieldy » Arvizu - guitare
- Noah « Wuv » Bernardo - batterie
- Pablo « Spider » Silva - basse

## Liste des morceaux
| No  | Titre                       | Durée |
| --- | --------------------------- | ----- |
| 1.  | On & Poppin'                | 3:05  |
| 2.  | You Can't Stop Me           | 3:38  |
| 3.  | Mr. Yellow #5               | 3:10  |
| 4.  | Cyclone                     | 4:08  |
| 5.  | Golden Ticket               | 3:22  |
| 6.  | Surrounded by Liars         | 3:11  |
| 7.  | Magnetic Daze               | 3:27  |
| 8.  | It's All Good               | 3:16  |
| 9.  | Don't Get It Twisted        | 3:11  |
| 10. | Whole Lotta Love            | 4:20  |
| 11. | Fast Forward                | 0:49  |
| 12. | They All Had Their Hands Up | 3:50  |
| 13. | Trepidation                 | 3:00  |
| 14. | Street Metal                | 3:15  |

## Clips
- 2011 : You Can't Stop Me